# Sphagnum inundatum
Sphagnum inundatum là một loài rêu trong họ Sphagnaceae. Loài này được Russow mô tả khoa học đầu tiên năm 1894.